# Cannes
Cannes (em occitano Canas) é uma cidade do sul da França, no departamento de Alpes-Maritimes, situada à beira do mar Mediterrâneo, na Costa Azul (Côte d'Azur). É um destino turístico movimentado, por sediar anualmente o Festival de Cinema de Cannes, o maior evento mundial da categoria.

## História
Desde a Idade Média, quando a localidade era conhecida como Canua, até o início do século XIX, Cannes era uma pequena aldeia de agricultores e pescadores. No início da década de 1830, a aristocracia francesa e estrangeira construiu residências de férias na região, transformando gradualmente a cidade em uma cidade turística.
O responsável pelo crescimento de Cannes é Lord Henry Peter Brougham (1778-1868). Naquela época um respeitado e talentoso político, ele descobriu Cannes em 1834, a caminho da Itália. Após ter comprado terras ao oeste de Suquet, ele se serviu de seus vários contatos com os políticos franceses para ajudar a desenvolver a Riviera francesa.

## Demografia
A população da cidade de Cannes evoluiu relativamente nos últimos anos. O primeiro censo na cidade ocorreu em 1793, que registrou 2 626 habitantes. Após o primeiro censo, houve um crescimento lento, que não excedeu 4 000 residentes em 1846. Vinte anos depois, em 1866, foram registrados 9 000 habitantes, tendo aumentado para 14 000 habitantes em 1876.

## Economia
A principal atividade de Cannes é o turismo. Existem diversos hotéis e lojas de luxo na cidade. Na beira do mar, a sua célebre avenida da Croisette é um dos principais pontos turísticos, bem como as ilhas Lérins, ao largo da costa, que fazem parte da cidade.
A região em torno de Cannes desenvolveu-se em um pólo de alta tecnologia. A technopolis de Sophia Antipolis situa-se nas colinas além de Cannes.

## Estrutura urbana

### Educação
A cidade de Cannes está ligada à Academia de Nice, que possui 230 instituições de ensino públicas e privadas. Entre as instituições educacionais públicas, destacam-se as unidades de ensino de Bocca Copos, Marcel Pagnol, Eugene Vial e Alice Maurice. Entre as privadas, destacam-se as escolas católicas Institut Stanislas, St. Mary-of-Chavagnes e Saint-Joseph, além da Escola Judaica de Cannes, a escola judaica Gan Kerem Menahem e, finalmente, a escola privada Toutinegras.
Há várias instituições de ensino superior e técnico na localidade, entre as quais são notáveis: O Instituto Universitário de Tecnologia da França, que possui um campus na cidade e é filiado à Universidade de Nice Sophia-Antipolis; o Instituto de Educação em Enfermagem de Cannes, a Escola Superior de Comércio, Comunicação e Gestão (ESCCG) e uma unidade de ensino da Escola Pigier, uma rede privada de escolas técnicas e centros profissionalizantes francesa. A Faculdade de Negócios de Cannes é gerenciada pelo município em parceria com entidades e oferece uma variedade de habilidades de treinamento.

## Cidades irmãs
- -  Chelsea, Reino Unido
  -  Shizuoka, Japão
  -  Acapulco, México
  -  Beverly Hills, EUA
  -  Khemisset, Marrocos
  -  Madrid, Espanha

## Cultura e sociedade
Cannes é conhecida mundialmente por sediar o Festival de Cinema de Cannes, o maior e mais célebre festival da categoria do mundo. Entretanto, a cidade apresenta outros diversos festivais e eventos, tais como:
- O Festival de Cinema de Cannes (em francês: Le Festival Internacional du Film de Cannes ou simplesmente Le Festival de Cannes): Fundado em 1939, é realizado anualmente, comumente em maio;
- Midem, a feira mais importante para a indústria da música;
- MIPIM, a maior feira de propriedades do mundo;
- O Festival de Publicidade de Cannes, criado em 1953 e realizado em junho.